# Trompe la mort (album)
Pour les articles homonymes, voir Trompe-la-mort.
Albums de Georges Brassens
Fernande
(1972)
Trompe-la-mort, est le quatorzième et dernier album édité en France du chanteur Georges Brassens. Malgré l’accroche, « Nouvelles chansons », inscrite au recto de la pochette, il est identifié par le titre de la première chanson du disque. L’édition originale est sortie en décembre 1976.

## Édition originale de l’album
Décembre 1976 : Disque microsillon 33 tours/30cm, Philips (9101 092).
– Pochette : 2 versions (avec et sans liste des chansons au recto), photo réalisée par Gérard Schachmes (recto), commentaires de René Fallet (verso).
– Gravure : stéréophonique.

### Interprètes
- Chant, guitare : Georges Brassens
- Contrebasse : Pierre Nicolas
- Seconde guitare : Joël Favreau
- Choristes sur la chanson Tempête dans un bénitier :
  - Jean Bertola,
  - Claudine Caillart[1],
  - Sophie Duvernoy[2],
  - Joël Favreau,
  - Fred Mella,
  - Pierre Nicolas,
  - Pierre Onténiente[3],
  - André Tavernier[4].

### Chansons
Toutes les chansons sont écrites et composées par Georges Brassens.
Face 1
| No | Titre                           | Durée      |
| -- | ------------------------------- | ---------- |
| 1. | Trompe la mort                  | 4 min 03 s |
| 2. | Les Ricochets                   | 4 min 11 s |
| 3. | Tempête dans un bénitier        | 3 min 36 s |
| 4. | Le boulevard du temps qui passe | 2 min 33 s |
| 5. | Le Modeste                      | 3 min 46 s |
| 6. | Don Juan                        | 3 min 51 s |
| 7. | Les Casseuses                   | 3 min 34 s |

Face 2
| No | Titre                 | Durée      |
| -- | --------------------- | ---------- |
| 1. | Cupidon s'en fout     | 3 min 37 s |
| 2. | Montélimar            | 2 min 45 s |
| 3. | Histoire de faussaire | 3 min 47 s |
| 4. | La Messe au pendu     | 4 min 06 s |
| 5. | Lèche-cocu            | 3 min 38 s |
| 6. | Les Patriotes         | 2 min 59 s |
| 7. | Mélanie               | 5 min 46 s |